# Ministère du Travail (république de Chine)
Pour les articles homonymes, voir Ministère du Travail.
Le ministère du Travail (officiellement en anglais : Ministry of Labor (MOL), en chinois traditionnel : 勞動部 ; pinyin : Láodòng bù) est un des ministères de la branche exécutive du gouvernement de la république de Chine (en), chargé des affaires relatives à l'emploi.

## Histoire
L'organisme est créé en 1987 en tant que conseil des Affaires du travail (officiellement en anglais : Council of Labor Affairs (CLA), en chinois traditionnel : 行政院勞工委員會 ; pinyin : Xíngzhèng yuàn láogōng wěiyuánhuì),.
Le 17 février 2014, le conseil est remanié et élevé au statut de ministère dans le cadre d'un remaniement gouvernemental, en tant que ministère du Travail (en anglais : Ministry of Labor (MOL), en chinois traditionnel : 勞動部 ; pinyin : Láodòng bù).

## Structure
Parmi l'organisation interne du ministère, on retrouve :

### Départements administratifs
- Department of General Planning
- Department of Employment Relations
- Department of Labor Insurance
- Department of Employment Welfare and Retirement
- Department of Labor Standards and Equal Employment
- Department of Legal Services

### Départements du personnel
- Department of General Affairs
- Department of Human Resources
- Department of Civil Service Ethics
- Department of Accounting
- Department of Statistics
- Department of Information Management

### Agences
- Bureau of Labor Insurance
- Workforce Development Agency
- Bureau of Labor Funds
- Occupational Safety and Health Administration
- Institute of Labor, Occupational Safety and Health